# Episodi di Un medico in famiglia (decima stagione)

Lino Banfi nel ruolo di Libero Martini

La decima stagione della serie televisiva Un medico in famiglia, formata da 26 episodi, è stata trasmessa in Italia su Rai 1 e su Rai HD per 13 prime serate dal 7 settembre al 24 novembre 2016. Alcuni dei personaggi principali non sono stati sempre presenti ma si sono alternati. Nonno Libero è stato presente in 20 episodi (1-12, 19-26) mentre Lele, che ritorna dopo l'assenza di Giulio Scarpati nella nona stagione, è stato presente in 21 episodi (1-4, 6-18, 23-26); Maria (Margot Sikabonyi) e Ave (Emanuela Grimalda) non sono presenti dopo, rispettivamente, nove e quattro stagioni ininterrotte, mentre Marco (Giorgio Marchesi) ritorna da Torino nell'episodio 25 per aiutare sua sorella, Ciccio (Michael Cadeddu) torna nell'episodio 17 e Bianca (Francesca Cavallin) compare solo nell'ultimo episodio della serie tv con il sesto figlio di Lele, il piccolo Carlo. New entry sono Valerio (Stefano Dionisi), Geko (Lorenzo De Angelis) e Maddalena Tannino (Cristiana Vaccaro), terza e ultima colf di casa Martini dopo le storiche Cettina (st. 1-6) e Melina (st. 5-8), la dott.ssa Celeste Di Maio (Anna Favella) e il dott. Edoardo Zanoni (Michele Cesari), e Agnese (Mihaela Irina Dorlan), la figlia di Oscar ormai adolescente, che ritorna dopo cinque stagioni. Acquista notevole spessore la vicenda di Anna, che scoprirà la verità sul suo vero padre.
| nº | Titolo                              | Prima TV Italia   | Ascolti        | Ascolti | Ascolti |
| nº | Titolo                              | Prima TV Italia   | Telespettatori | Share   | Fonte   |
| -- | ----------------------------------- | ----------------- | -------------- | ------- | ------- |
| 1  | Puglia, che meraviglia              | 7 settembre 2016  | 4.562.000      | 19,44%  | [ 1 ]   |
| 2  | Sì, a volte ritornano               | 7 settembre 2016  | 4.275.000      | 20,44%  | [ 1 ]   |
| 3  | Spiaggia libera                     | 8 settembre 2016  | 4.134.000      | 17,82%  | [ 2 ]   |
| 4  | Vacanze romane                      | 8 settembre 2016  | 3.812.000      | 19,51%  | [ 2 ]   |
| 5  | Non è Francesco                     | 14 settembre 2016 | 3.615.000      | 14,70%  | [ 3 ]   |
| 6  | Gli esami non finiscono proprio mai | 14 settembre 2016 | 3.442.000      | 16,14%  | [ 3 ]   |
| 7  | Lele, ti presento Valerio           | 15 settembre 2016 | 4.320.000      | 17,25%  | [ 4 ]   |
| 8  | Andrà tutto bene!                   | 15 settembre 2016 | 4.055.000      | 18,26%  | [ 4 ]   |
| 9  | Buon compleanno Anna                | 22 settembre 2016 | 4.186.000      | 16,65%  | [ 5 ]   |
| 10 | L'ora della verità                  | 22 settembre 2016 | 4.101.000      | 19,18%  | [ 5 ]   |
| 11 | Doppi servizi                       | 29 settembre 2016 | 4.180.000      | 16,25%  | [ 6 ]   |
| 12 | Il segreto di Paolo                 | 29 settembre 2016 | 3.959.000      | 18,39%  | [ 6 ]   |
| 13 | Doppia coppia                       | 13 ottobre 2016   | 4.460.000      | 16,89%  | [ 7 ]   |
| 14 | Io confesso                         | 13 ottobre 2016   | 3.965.000      | 18,07%  | [ 7 ]   |
| 15 | Operazione Cupido                   | 20 ottobre 2016   | 4.257.000      | 15,64%  | [ 8 ]   |
| 16 | Barattoli di birra disperata        | 20 ottobre 2016   | 3.872.000      | 16,72%  | [ 8 ]   |
| 17 | Bentornato, Ciccio                  | 27 ottobre 2016   | 4.088.000      | 15,44%  | [ 9 ]   |
| 18 | Lorenzo e Sara divisi a Berlino     | 27 ottobre 2016   | 3.798.000      | 17,23%  | [ 9 ]   |
| 19 | Salviamo il bosco!                  | 3 novembre 2016   | 4.046.000      | 14,97%  | [ 10 ]  |
| 20 | Rocco 2 - Il ritorno                | 3 novembre 2016   | 3.759.000      | 16,63%  | [ 10 ]  |
| 21 | Beach volley                        | 10 novembre 2016  | 3.867.000      | 14,69%  | [ 11 ]  |
| 22 | Nastro rosa a Villa Aurora          | 10 novembre 2016  | 3.565.000      | 16,18%  | [ 11 ]  |
| 23 | Tu non sei mio padre                | 17 novembre 2016  | 4.298.000      | 15,96%  | [ 12 ]  |
| 24 | Jacinta torna in ballo              | 17 novembre 2016  | 4.053.000      | 18,16%  | [ 12 ]  |
| 25 | La rivincita di Maddalena           | 24 novembre 2016  | 4.303.000      | 15,49%  | [ 13 ]  |
| 26 | Bentornata Bianca-neve              | 24 novembre 2016  | 4.255.000      | 17,92%  | [ 13 ]  |

- Cast: Giulio Scarpati (Lele Martini), Lino Banfi (Libero Martini), Flavio Parenti (Lorenzo Martini), Valentina Corti (Sara Levi), Stefano Dionisi (Valerio Petrucci), Cristiana Vaccaro (Maddalena Tannino), Paolo Sassanelli (Oscar Nobili), Rosanna Banfi (Tea), Anna Favella (Celeste Di Maio), Marco Bonini (Andrea Favella), Eleonora Cadeddu (Anna), Edoardo Purgatori (Emiliano Lupi), Lorenzo De Angelis (Geko), Riccardo Alemanni (Tommy Martini), Mihaela Irina Dorlan (Agnese Nobili), Domiziana Giovinazzo (Elena Martini), Gabriele Paolino (Bobò Martini), Monica Vallerini (Gloria), Antonio De Matteo (Emilio Feroci), Michele Cesari (Edoardo Zanoni), Milena Vukotic (Enrica).

## Puglia, che meraviglia
- Diretto da: Elisabetta Marchetti
- Scritto da: Fabrizio Cestaro, Luca Monesi e Francesca Primavera (soggetto), Anna Mittone (soggetto e sceneggiatura)

### Trama
La famiglia Martini, in vacanza per l'estate in Puglia, terra natale di nonno Libero, sta per ripartire per Roma. È tornato anche Lele, che fa la spola tra Parigi (dove ci sono la moglie Bianca e il figlio Carletto) e Roma e cerca di stare vicino ad Anna. Proprio a Roma Valerio Petrucci, un uomo misterioso, si aggira a Poggio Fiorito spedendo una busta recapitata a Elena Solari, la prima moglie di Lele deceduta e sorella di Alice. Mentre Lele, Lorenzo e Sara fanno ritorno a casa con Tommy, Bobò e Elena, Libero ed Enrica decidono di trattenersi in Puglia per aiutare Maddalena a rintracciare il padre Gennaro, un vecchio amico di famiglia, che sembra essere sparito nel nulla. Al termine dell'episodio Anna rivede Emiliano vicino a Ponte Milvio.
- Altri interpreti: Carlotta Miti (Carla), Gegia (Matilda), Stefano Antonucci (Serafini), Franco Paltera (Gennaro Tannino)

## Sì, a volte ritornano
- Diretto da: Elisabetta Marchetti
- Scritto da: Fabrizio Cestaro, Luca Monesi e Francesca Primavera (soggetto), Anna Mittone (soggetto e sceneggiatura)

### Trama
Lele scopre da Enrica che Valerio Petrucci era l'insegnante di pianoforte di Elena. Ma dall'amica Carla l'uomo scoprirà una verità molto dolorosa: la moglie, all'epoca, lo tradiva con Valerio da quasi 4 mesi.
Intanto Libero, nel tentativo di contattare il padre di Maddalena, scopre che questo in realtà è partito per il Sudamerica insieme alla sua giovane amante.
- Altri interpreti: Carlotta Miti (Carla), Gegia (Matilda), Stefano Antonucci (Serafini)

## Spiaggia libera
- Diretto da: Elisabetta Marchetti
- Scritto da: Fabrizio Cestaro, Anna Mittone e Francesca Primavera (soggetto), Luca Monesi (soggetto e sceneggiatura)

### Trama
Elena va a vedere i risultati degli esami di riparazione e legge la sua bocciatura e la promozione di Tommy: decide così, insieme al fidanzato Tito, di scappare per due giorni al mare per evitare la reazione del padre. Intanto Nonno Libero e Nonna Enrica scoprono che è Tommy a essere stato bocciato e non Elena; Libero lo comunica al figlio Lele e insieme vanno a cercarla e la riportano a casa. Intanto Lorenzo dopo approfondite analisi viene a conoscenza che deve essere operato al tendine, ma il dottor Williams che dovrebbe operarlo è in vacanza. L’uomo finisce per prendersela prima col figlio per la bocciatura e poi a litigare con Sara. Quest'ultima arrabbiata esce di casa e va in spiaggia dove incontra un certo Andrea e quando si sveglia si ritrova a letto con lui.
- Altri interpreti: Leonardo Santini (Nicola Gardini), Enrica Pintore (Ginevra), Demetra Avincola (Margot), Paolo Fantoni (Tito), Leonardo Vanessi (Paolo Favella)

## Vacanze romane
- Diretto da: Elisabetta Marchetti
- Scritto da: Fabrizio Cestaro, Anna Mittone e Francesca Primavera (soggetto), Luca Monesi (soggetto e sceneggiatura)

### Trama
Nonna Enrica vede rientrare Sara alle sei del mattino, lei le confessa il guaio che ha combinato. Per rimediare, la ragazza decide di rintracciare insieme a Enrica il dottor Williams per l'intervento alla mano di Lorenzo, ma il medico che è in vacanza ha un suo programma ben definito e si rifiuta di lavorare. Tra i programmi del dottore c'è un giro per Roma in carrozza con la moglie, ma proprio quel giorno c'è uno sciopero. Il dottore infuriato risale in camera, ma a quel punto Sara e Enrica decidono di "rubare" una carrozzella e portano in giro per Roma lui e la moglie. Williams le ringrazia operando Lorenzo. Agnese, la figlia di Oscar, torna dal padre in città, ma Oscar è occupato e non può andarla a prendere in stazione, così ci va Tommy. Libero trova una lettera in cui Maddalena scrive a un certo Francesco e, equivocando, si convince che sia innamorata del giardiniere della parrocchia che frequenta. In realtà il Francesco della lettera non è altro che Papa Francesco, interpellato da Maddalena per una grazia speciale. Valerio assicura a Lele di lasciare stare la sua famiglia e che non si farà più vivo. Anna mentre sta studiando trova nel suo libro l'invito di Valerio al concerto, e ci va, conoscendo Geko.
- Altri interpreti: Angelo Pisani (Francesco), Massimo Bagliani (Don Peppe), Demetra Avincola (Margot), Jay Natelle (Williams), Marit Nissen

- Curiosità: Marit Nissen è la moglie di Paolo Sassanelli (Oscar Nobili, dalla prima stagione) e la madre di Ian Anton Sassanelli (Cosimo, dalla quinta alla settima stagione).

## Non è Francesco
- Diretto da: Elisabetta Marchetti
- Scritto da: Fabrizio Cestaro, Anna Mittone, Luca Monesi e Francesca Primavera (soggetto), Francesco Cioce (sceneggiatura)

### Trama
Anna parla con Sara di Valerio e di Geko. Valerio chiede ad Anna di esprimere un parere su un brano di Geko. La ragazza suggerisce alcune modifiche, che in un primo momento accetta solo Valerio ma che poi accetta anche Geko incidendo il brano con le modifiche al testo e con il titolo suggerito da Anna.
Maddalena riceve una lettera a nome del segretario particolare di Papa Francesco in cui gli viene concessa un'udienza proprio con il Papa! Maddalena fa i salti di gioia ma poi Nonno Libero scopre che è "solo" uno scherzo di Bobò. Ma quando arriva la telefonata del vero segretario del Papa, Nonno Libero pensa sia nuovamente uno scherzo di Bobò e gli chiude il telefono in faccia.
Oscar tenta di confessare alla figlia di essere omosessuale, ma non ci riesce, anche se sembra che Agnese lo abbia già capito. 
Tommy, Elena e Agnese sono pronti per la partita di pallavolo ma l’allenatore, acerrimo nemico di Sara, dopo l'ennesimo diverbio con lei, abbandona la squadra. Sara prende in mano la squadra e pur non vincendo, le viene proposto dalla preside della scuola di diventare il nuovo allenatore.
- Altri interpreti: Lucio Patanè, Leonardo Santini (Nicola Gardini), Paolo Fantoni (Tito), Leonardo Vanessi (Paolo Favella)

## Gli esami non finiscono proprio mai
- Diretto da: Elisabetta Marchetti
- Scritto da: Fabrizio Cestaro, Anna Mittone, Luca Monesi e Francesca Primavera (soggetto), Francesco Cioce (sceneggiatura)

### Trama
Valerio fa una sorpresa ad Anna: si presenta all'università dove quest'ultima sosterrà l'esame di ammissione a Medicina. Anna pensa che l'esame sostenuto sia andato bene. Fa sentire a Nonno Libero il brano di Geko a cui lei ha fatto delle modifiche e gli parla anche di Valerio Petrucci. 
Celeste, la giovane specializzanda di Lorenzo, vorrebbe che le fossero affidati incarichi più importanti dei soliti prelievi che fa. Quindi Lorenzo l’accontenta e la fa entrare in sala operatoria. Celeste avrà un momento di panico e scappa dalla sala operatoria. Una volta fuori, Lorenzo le spiega che era successo anche a lui e che bisogna avere pazienza facendo un passo alla volta. Sara si accorge che Lorenzo ha consolato la ragazza ma fa capire al marito di non essere gelosa.
Tommy cerca di conquistare Margot, Agnese vuole fare dei servizi fotografici ai writer e propone un patto a Tommy che accetta. 
Nonna Enrica, dopo che Libero le ha raccontato ciò che gli ha detto Anna, dice a Lele che Anna sta frequentando Valerio Petrucci...
- Altri interpreti: Demetra Avincola (Margot), Paolo Fantoni (Tito), Leonardo Santini (Nicola Gardini)

## Lele, ti presento Valerio
- Diretto da: Elisabetta Marchetti
- Scritto da: Fabrizio Cestaro, Anna Mittone, Luca Monesi e Francesca Primavera (soggetto), Simona Coppini (sceneggiatura)

### Trama
Lele torna da Parigi e va subito a casa di Valerio Petrucci, chiedendo spiegazioni sul fatto che frequenta Anna. Valerio gli dice che dopo averla conosciuta vuole fare il test del DNA, Lele si infuria e se ne va. Lele una volta a casa va in camera di Annuccia chiedendole com'è andato il test di ammissione a Medicina e sottrae di nascosto un elastico per i capelli. Una volta in clinica lo porta a Oscar per fare il test del DNA.
Lorenzo conosce Andrea Favella, il padre di un compagno di scuola di Bobò, al quale chiede di ristrutturargli la casa nuova. Fissano un appuntamento ed entrambi vengono con le rispettive mogli. Una volta incontrati Sara e Andrea si riconoscono subito. Lei gli dice di rinunciare al lavoro ma lui le risponde che di quella notte sono a conoscenza solo loro.
Villa Aurora si prepara a una super ristrutturazione; l’investitore, che prima parla con Lorenzo e Oscar, sembra entusiasta del progetto e chiede di parlare con Lele. Infatti l'investitore è il padre dello specializzando Edoardo Zanoni. Il padre non crede proprio nelle potenzialità del figlio e dice a Lele che se lui sarà più "buono" col figlio, darà il finanziamento per la clinica. Lele ne fa una questione di principio ed etica e non accetta. 
Libero ed Enrica portano Maddalena in chiesa per farla entrare nel coro diretto da Tea, ma quando canta in pubblico è stonata. Su idea di Nonno Libero Maddalena riesce comunque a mostrare il suo talento facendola vestire tutta di nero. Sempre Nonno Libero, inoltre chiede ad Anna l'aiuto di Petrucci per incidere il demo del coro con Maddalena; grazie al discografico viene registrato il brano insieme al coro della chiesa. Libero per ringraziare Valerio lo invita a cena; lui dopo che ha appurato che Lele non ci sarà, accetta l'invito. Una volta a casa Martini, Enrica si ricorda di Petrucci e gli ricorda di Elena, Anna rimane stupita del fatto che lui ha conosciuto la madre. Pochi minuti dopo arriva Lele che resta stupito alla sua vista. I due si stringono la mano e Valerio va via. Vistosi alle strette Lele decide di dire la verità a Libero ed Enrica, dicendogli ciò che potrebbe accadere.
- Altri interpreti: Angelo Pisani (Francesco), Massimo Bagliani (Don Peppe), Chiara Centioni (Federica), Corrado Tedeschi (Alessandro Zanoni), Leonardo Vanessi (Paolo Favella)

## Andrà tutto bene!
- Diretto da: Elisabetta Marchetti
- Scritto da: Fabrizio Cestaro, Anna Mittone, Luca Monesi e Francesca Primavera (soggetto), Simona Coppini (sceneggiatura)

### Trama
Lele si reca in clinica prestissimo: i risultati del test del DNA sono già arrivati. Una volta aperta la busta, viene colto da un mancamento emotivo (probabilmente dovuto a un esito negativo indicato sul referto) e si reca in un parco dove, vedendo una bambina dai capelli biondi, ricorda in lacrime alcuni momenti passati con Anna molti anni prima. Nel frattempo, a casa Martini regna lo scompiglio generale: nonna Enrica, agitatissima per l'attesa di sapere qualcosa in più, è in preda a una grande agitazione e irritabilità che le ha portato anche un fastidioso sfogo sulla pelle, mentre nonno Libero, infuriato per la situazione, si reca da Valerio Petrucci intimandogli di stare alla larga dalla nipote, rinfacciandogli rabbioso i 18 anni in cui non si è mai preoccupato della possibilità che ora sta portando così tanti problemi alla quiete della sua famiglia. Emiliano telefona a casa Martini chiedendo di Anna, ma riattacca immediatamente dopo che Maddalena, dall'altra parte, risponde. Parlando con Ginevra, la sua nuova ragazza, si dimostra intenzionato a tagliare i ponti con il passato: l'ultima cosa che gli resta da fare per poter poi andare avanti è restituire ad Anna i 3 000 euro che gli aveva prestato tempo prima per pagarsi i debiti. Emiliano quindi si reca a casa Martini, in attesa dell'uscita di Anna; quando questo avviene però il ragazzo non riesce ad avvicinarla mentre lei non si accorge nemmeno della sua presenza. Il ragazzo decide quindi di parlare con Lele, raggiungendolo in clinica, dove gli rivela di essere ormai disintossicato da un anno, di aver trovato una nuova persona, di star svolgendo un lavoro alla comunità e di essere scappato per proteggere Anna, uscendo definitivamente dalla sua vita. Quando però quest'ultima arriva in clinica e scopre che Emiliano è stato lì fino a poco prima, chiede spiegazioni al padre e, delusa dal fatto che il suo ex ragazzo non abbia voluto parlare direttamente con lei, prende i soldi che non ha intenzione di riavere indietro e si dirige verso la comunità di disintossicazione, dove Emiliano sta coordinando un gruppo proprio in quel momento. Nell'attenderlo, Anna sente il suo discorso, in cui lui spiega di come per poter ricominciare una vita normale sia necessario rinunciare a tutto, anche all'amore, e si imbatte proprio in Ginevra. Riconoscendola, Anna riconsegna proprio a lei la busta con i soldi, lasciando intendere di volerli lasciare alla comunità e, senza lasciare nessun altro messaggio per Emiliano, decide di andare via. Ginevra avvisa subito il giovane che rincorre la sua ex ragazza, bloccandola e chiedendole la possibilità di spiegarle tutto. Ritrovandosi vicini però, nessuno dei due riesce a dire nulla né a resistere all'impulso di scambiarsi un bacio. Subito dopo però, Emiliano nota il tatuaggio sparito dal polso di Anna e le chiede spiegazioni. La ragazza gli risponde di averlo fatto cancellare e se ne va in tutta fretta, lasciandolo non poco ferito e sconvolto da quest'ultima scoperta. Nel frattempo Lele, tornato a casa dopo alcune vicissitudini con un paziente, prende uno spazzolino dal bagno e lo porta a Valerio Petrucci, per farglielo analizzare. I due stipulano un altro patto: se il risultato di Petrucci sarà negativo dovrà sparire del tutto dalla vita di Anna, ma se così non fosse, allora sarà Lele a fare un passo indietro e trovare un compromesso. A casa Martini, tutti festeggiano il presunto esito positivo del test dopo che Lele ha raccontato dei risultati: a questo punto però sopraggiunge Elena, che chiede alla nonna se per caso abbia buttato via il suo spazzolino da denti. Lo sguardo spento e preoccupato di Lele chiude la puntata.
- Altri interpreti: Giorgio Gobbi (Zappacosta), Paolo Fantoni (Tito), Antonio Gargiulo (Greco), Enrica Pintore (Ginevra)

## Buon compleanno Anna
- Diretto da: Isabella Leoni
- Scritto da: Fabrizio Cestaro, Anna Mittone e Luca Monesi (soggetto), Francesca Primavera (soggetto e sceneggiatura)

### Trama
Dopo aver scoperto l'esito negativo del test del DNA Lele lo brucia facendolo sparire nel nulla.
Al suo risveglio Anna riceve un video con gli auguri di Geko e Valerio e la ragazza per ringraziarli li chiama e li invita alla sua festa di compleanno ma Valerio rifiuta con una scusa. Nel frattempo Valerio riceve il risultato del test del DNA dove scopre di non essere suo padre. In realtà il test che ha fatto non è valido in quanto lo spazzolino è di Elena. 
Oscar è con Lele e Agnese a casa da sola. Improvvisamente arriva Ruggero, ex fidanzato di Oscar, che ha ancora le sue chiavi di casa. Agnese chiama il padre che si precipita a casa. Una volta arrivato, Oscar caccia Ruggero. La figlia gli chiede spiegazioni ma lui cambia discorso e va in clinica. Allora Agnese lo va a trovare e gli dice che è già a conoscenza della sua omosessualità.
Celeste, per aver abbandonato il turno di notte, si prende il rimprovero di Lorenzo. Nel frattempo viene portata in clinica una donna che soffre di Alzheimer. La signora in realtà è la madre di Celeste. Il dottor Martini, dopo averlo scoperto, le dà tutta la sua comprensione e il contatto di una struttura privata convenzionata dove poter curarla.
Valerio, ormai convinto che Anna non sia sua figlia, va da Lele in clinica è gli dà un regalo da consegnarle. Visto che ormai si è a quel punto, Lele decide di dire la verità a Valerio. Quest'ultimo lo rimprovera dicendogli che si era fidato e che avrebbe potuto dirlo ad Anna in ogni momento. Lele gli dice che lo dirà ad Anna ma non oggi che è la sua festa. 
Nonno Libero non sa che regalo fare ad Anna ma improvvisamente gli viene un'idea; far fare a Bobò, estremamente bravo nell'informatica, un video che racchiuda un bel po' di cose di Anna dalla nascita a oggi.
È arrivato il momento di festeggiare Anna, ma improvvisamente si presenta anche Valerio. Oscar e Lorenzo stanno vicino a Lele, che non sa più come comportarsi. I tre temono che Valerio possa dire tutto ad Anna. Ma al momento Petrucci non dice niente. Anna vede il video di Nonno Libero e si commuove. Valerio dice a Lele che Anna ha avuto una vita magnifica ma la verità gliela dovrà dire ugualmente. La mattina del suo compleanno Anna ha ricevuto anche un altro regalo, una gabbietta con un uccellino. Non si tratta di un uccello qualunque: è uno scricciolo. Anna comprende subito, nonostante il regalo senza mittente, che sia un'idea di Emiliano, di rimando al soprannome che lui stesso le aveva dato all'epoca del loro incontro. Dopo un'intera giornata per pensare a cosa dire al ragazzo, Anna libera l'uccellino di notte e manda un messaggio a Emiliano, in cui, riferendosi a se stessa attraverso la figura dello scricciolo, gli comunica di essere diventata forte e grande e di riuscire, ora, a volare anche da sola. Emiliano non sta dormendo e riceve il messaggio, leggendolo: proprio in quel momento però anche Ginevra, accanto a lui, si sveglia. Con la scusa che quella sul cellulare fosse solo una notifica, il ragazzo risponde a Ginevra quando quest'ultima gli chiede spiegazioni. Cercando di dormire, l'espressione di sconforto sul suo viso non cambia.
- Altri interpreti: Angiola Baggi (signora Di Maio, madre di Celeste), Paolo Fantoni (Tito), Enrica Pintore (Ginevra), Chiara Centioni (Federica), Giuseppe Gandini (Giuseppe), Massimiliano Pazzaglia (Ruggero)

## L'ora della verità
- Diretto da: Isabella Leoni
- Scritto da: Fabrizio Cestaro, Anna Mittone e Luca Monesi (soggetto), Francesca Primavera (soggetto e sceneggiatura)

### Trama
Lorenzo e Sara devono incontrare Federica e Andrea, l'incontro deve avvenire nello stabilimento balneare dove lei e Andrea hanno passato la notte. Per evitare sia Andrea sia Sara fingono di stare male, ma poi l'incontro avviene ugualmente. Nel frattempo nello stabilimento sono state appese le foto della serata incriminata. Allora Sara staccia la foto in cui si vedono lei con una birra e Andrea che sorride vicino per evitare che la vedano Lorenzo e Federica.
Elena, per fare un piacere a Tommy, chiama Margot e la invita a casa. Nonno Libero, Maddalena e Nonna Enrica, dopo aver visto Margot, temono sia una spacciatrice. Poi i ragazzi gli spiegano tutto e loro stanno al gioco. Infatti Tommy fa credere alla ragazza di essere un ragazzo solo che gira il mondo. Alla fine Tommy le dice che sono tutte bugie e lei nonostante tutto lo bacia. Tommy ne rimane stupito e felicissimo e ringrazia Agnese e i suoi cugini.
Lele ha deciso, anche messo alle strette da Petrucci, di dire la verità ad Anna. I due iniziano a camminare con la macchina nuova senza una meta. Lele tenta in tutti i modi di confessarle la verità, per strada però trovano un pitone e Anna, che è un amante dei rettili, decide di prenderlo e di portarlo al sicuro dal veterinario. Ma una volta dal medico Anna e Lele non trovano più il serpente, credendo che sia scappato, rimontano in macchina per tornare a casa. Poco dopo mentre Lele sta per dirle tutto improvvisamente riappare il serpente. Successivamente i due portano l'auto al lavaggio e mentre i rulli di lavaggio puliscono la macchina Lele prende coraggio e dice tutto ad Anna che ne rimane estremamente sconvolta.
- Altri interpreti: Demetra Avincola (Margot), Chiara Centioni (Federica)

## Doppi servizi
- Diretto da: Isabella Leoni
- Scritto da: Fabrizio Cestaro, Anna Mittone, Luca Monesi e Francesca Primavera (soggetto), Mauro Casiraghi (sceneggiatura)

### Trama
Libero è contrario alla costruzione del secondo bagno in casa, fa di tutto per ostacolare Enrica, ma alla fine deve cedere alla votazione di tutta la famiglia che invece è favorevole; alla fine il doppio servizio si farà. 
Sara e Lorenzo decidono di fare una gita in bicicletta con Tommy, ma lo portano proprio alla fabbrica abbandonata, dove lui fa di nascosto i murales con gli altri ragazzi. Tommy vuole subito andare via di lì e il padre non ne capisce il motivo, ma Sara capisce come stanno le cose perché riconosce la TAG who, che aveva già visto fuori scuola dei ragazzi. Ne parla a Tommy e quest'ultimo gli confessa tutto; i due fanno il patto che sino a quando Tommy avrà buoni voti a scuola, lei non dirà nulla a Lorenzo.
Anna è chiusa in se stessa, vuole stare da sola e non vuole parlare con nessuno. Rifiuta anche le chiamate a Valerio. Va a casa di quest'ultimo per dirgli di non farsi più vedere, che non si sente assolutamente sua figlia e che suo padre per lei rimane Lele Martini.
Alla fine, Anna rientra a casa e circondata dall'affetto di tutti i suoi familiari, cerca di iniziare a convivere suo malgrado con la dura realtà.
- Altri interpreti: Giorgio Gobbi (Zappacosta), Demetra Avincola (Margot), Paolo Fantoni (Tito), Leonardo Santini (Nicola Gardini)

## Il segreto di Paolo
- Diretto da: Isabella Leoni
- Scritto da: Fabrizio Cestaro, Anna Mittone, Luca Monesi e Francesca Primavera (soggetto), Mauro Casiraghi (sceneggiatura)

### Trama
Nonna Enrica trova l’idraulico per la costruzione del secondo bagno, ma l’uomo, che non piace sin da subito a Nonno Libero, si rivelerà totalmente incompetente e verrà licenziato. Allora Lorenzo chiede ad Andrea se può portare l'idraulico della sua ditta in casa Martini, Così arriva Augusto che mostra, ricambiato, una certa simpatia per Maddalena. 
Sara, dopo che in palestra tutti gli alunni lamentano vari disagi fisici con lo scopo di saltare l’allenamento di pallavolo, decide di portarli a Villa Aurora per delle visite mediche. Durante le visite verrà fuori che Tito, il fidanzato di Elena, ha una malformazione cardiaca, niente di grave, ma dovrà essere operato. Inoltre Paolo, il migliore amico di Bobò, rivela a Lele ed Edoardo di essere gay e di essere in balia dei bulli della scuola. Sara, anche se non vuol far capire niente, è sempre più gelosa di Celeste che sta sempre intorno a Lorenzo.
I nonni preparano la partenza per Torino da Maria e Marco per la prima comunione di Palù.
Anna va da Emiliano e gli parla dei suoi problemi. Lui la rincuora ma poi le mette in chiaro che il suo cuore appartiene ormai a Ginevra. Anna scappa via delusa e amareggiata. Lele cerca di rincuorare Anna che ormai crede che niente possa più tornare come prima in famiglia, lei è disperata e totalmente chiusa in se stessa.
- Altri interpreti: Fabrizio Giannini (Augusto), Chiara Centioni (Federica), Gianni Fantoni (Leone), Paolo Fantoni (Tito), Enrica Pintore (Ginevra), Leonardo Vanessi (Paolo Favella)

## Doppia coppia
- Diretto da: Isabella Leoni
- Scritto da: Fabrizio Cestaro, Anna Mittone, Luca Monesi e Francesca Primavera (soggetto), Camilla Paternò (sceneggiatura)

### Trama
Nonno Libero e Nonna Enrica sono a Torino da Maria per la prima comunione di Palù.
Maddalena, da quando ha conosciuto Augusto, cura molto di più il suo aspetto fisico e mostra il suo lato sexy. Ma quando scopre che Augusto è comunista rimane molto male. Tra i due nasce una guerra a suon di canzoni di chiesa da un lato e comuniste dall'altro. Successivamente Maddalena dice ad Augusto che lo deve colpire un fulmine. Alla fine, pur non volendo, Maddalena causa una scarica elettrica proprio ai danni di Augusto che, una volta ripresosi, lascia casa Martini molto arrabbiato.
Sara e Lorenzo hanno un appuntamento con Andrea e Federica per scegliere dei mobili per la casa, ma Federica e Lorenzo a causa di improvvisi impegni lasciano da soli i rispettivi partner. Andrea e Sara una volta al negozio, credono di essere seguiti da un investigatore privato ma poi scoprono che non era così. Successivamente Federica chiede a Sara di incontrarla in villa e quest'ultima si fa accompagnare da Lorenzo. Appena i due arrivano, Federica chiede spiegazioni a Sara riguardo alla festa allo stabilimento balneare e le mostra la foto dove si vede lei accanto ad Andrea. Sara fa finta di non averlo nemmeno notato, ma Lorenzo ne rimane spiazzato e non si fida della moglie. Quest'ultima si giustifica dicendo che quella sera stava molto male e ribadisce di non aver notato Andrea.
Anna, dopo aver fallito il test di Medicina, deve scegliere cosa fare; la sua scelta cade su Biologia che successivamente potrà usare per diventare medico. Lele è pronto ad aiutarla e riesce a farla iscrivere ai test di Biologia grazie all'aiuto di Carla.
Valerio continua a cercare Anna, ma lei continua a non rispondere né ai messaggi né alle telefonate. Parlando con Geko, Valerio, dice che avrebbe dovuto prendersi le sue responsabilità 18 anni prima. Sembra proprio che Geko abbia una cotta per Anna e le chiede di uscire; la ragazza accetta, e nonostante l’indomani debba fare il test fa tardi mentre Lele l'aspetta ancora sveglio.
- Altri interpreti: Fabrizio Giannini (Augusto), Carlotta Miti (Carla), Angiola Baggi (signora Di Maio, madre di Celeste), Demetra Avincola (Margot), Leonardo Vanessi (Paolo Favella), Leonardo Santini (Nicola Gardini), Angelo Pisani (Francesco), Chiara Centioni (Federica)

## Io confesso
- Diretto da: Isabella Leoni
- Scritto da: Fabrizio Cestaro, Anna Mittone, Luca Monesi e Francesca Primavera (soggetto), Camilla Paternò (sceneggiatura)

### Trama
Lele, visto che Anna non è ancora tornata, rimane sveglio tutta la notte, la ragazza torna a casa due ore prima dell’esame universitario. I due hanno un forte battibecco e Anna gli confida di essere stata a una festa con Geko ma che è pronta ad affrontare l'esame. Lele ne rimane arrabbiato e deluso. Successivamente, al ritorno dall'esame, i due si chiariscono e Anna dice a Lele che secondo lei l'esame è andato abbastanza bene.
Anna decide di rivedere Geko, sembra molto presa da quest'ultimo e infatti rifiuta anche una telefonata di Emiliano che si rifà vivo.
Durante il pomeriggio passato insieme a casa di Valerio, Anna aiuta Geko con il testo della nuova canzone ma improvvisamente arriva Valerio che doveva mancare diversi giorni. Anna, alla vista di quest'ultimo, reagisce male e se la prende con Geko. Tornata a casa, trova Valerio che la aspetta, che cerca di spiegarle che Geko effettivamente non sapeva del suo rientro anticipato, le racconta dello scampato incidente aereo e le regala proprio il biglietto di quel volo dove sono morti tutti i passeggeri.
Maddalena sentendosi in colpa per aver fatto del male ad Augusto lo va a trovare nella villetta di Lorenzo e Sara per scusarsi e fare pace. Ma Augusto non accetta le sue scuse.
Mentre Tommy e gli altri ragazzi sono impegnati a fare i murales si sentono le sirene della polizia; mentre cercano di scappare, Agnese cade, si sbuccia il ginocchio e rompe la macchina fotografica. Una volta a casa racconta al padre tutto ma esclude Tommy, per evitare che finisca nei guai con Lorenzo. Oscar va a parlare con Gardini e fa sospendere il corso di fotografie; dopo diverse discussioni con la figlia i due riescono a capirsi e Oscar le promette che farà di tutto per fare ricominciare il corso. Nel frattempo Oscar aveva raccontato tutto a Lele e Lorenzo che non escludono il coinvolgimento di Tommy. Lorenzo lo chiede a Sara che gli confessa tutto. Dopo averlo seguito Lorenzo si accorge dell'innamoramento del figlio. Oscar, dopo aver capito quanto sua figlia tenesse al corso di fotografia, va a riparlare con la preside per farlo riavviare. Agnese ne è felicissima. Intanto, Oscar, inizia a sospettare che la figlia sia innamorata di Tommy ma lei nega dicendo che voleva solo evitare che Lorenzo lo punisse e conferma che sono soltanto amici. La sera, una volta a casa, Lorenzo fa un discorso al figlio dicendogli che ogni rapporto si deve basare sulla fiducia perché se non ci fosse non avrebbe senso. Alla fine non lo punisce.
Sara sapendo di non avere la coscienza pulita non riesce a dormire. Il mattino seguente dice ad Andrea, che cerca in tutti i modi di fargli cambiare idea, che vuole confessare tutto a Lorenzo. Ma alla fine, stanca di mentire e dopo aver ascoltato il discorso sulla fiducia a Tommy, dice a Lorenzo: Non so cosa sia successo quella sera allo stabilimento, ma io ero molto triste. Ti ho tradito. Lorenzo ne rimane estremante sconvolto.
- Altri interpreti: Fabrizio Giannini (Augusto), Demetra Avincola (Margot), Enrica Pintore (Ginevra), Leonardo Santini (Nicola Gardini)

## Operazione Cupido
- Diretto da: Isabella Leoni
- Scritto da: Fabrizio Cestaro, Anna Mittone, Luca Monesi e Francesca Primavera (soggetto), Isabella Aguilar (sceneggiatura)

### Trama
Augusto per vendicarsi di Maddalena fa venire in casa un suo pestifero nipotino che ne combinerà di tutti i colori. Dopo aver scoperto la macchinazione di Augusto, Maddalena lo rimprovera, ma lui le dice che adesso sono pari. A scuola, Bobò e Paolo vengono presi in giro da due bulli che alludendo all'omosessualità di Paolo, li chiamano "la coppia perfetta". Paolo reagisce con la violenza, e Bobò per difenderlo si becca un pugno sul naso. In conseguenza di ciò, dapprima vengono chiamati in presidenza i due ragazzi con i rispettivi padri, e nello stesso pomeriggio si tiene una riunione per discutere dell'argomento: Lele si mostra comprensivo nei  confronti del figlio, così come il suo professore Nicola Gardini, che parla del fatto che questa cosa non andrebbe presa sotto gamba, e che bisogna considerare il tema dell'omosessualità come tanti altri. 
A fine episodio, Lorenzo dopo aver rifiutato di parlare con la moglie durante quella giornata, nonostante lei fosse disperata e pentita del suo sbaglio, la trova fuori la clinica; e avendo capito che l'ha tradito con Andrea, il padre di Paolo, le chiede conferma, e lei annuisce.
- Altri interpreti: Fabrizio Giannini (Augusto), Angiola Baggi (signora Di Maio, madre di Celeste), Chiara Centioni (Federica), Leonardo Vanessi (Paolo Favella), Enrica Pintore (Ginevra), Leonardo Santini (Nicola Gardini)

## Barattoli di birra disperata
- Diretto da: Isabella Leoni
- Scritto da: Fabrizio Cestaro, Anna Mittone, Luca Monesi e Francesca Primavera (soggetto), Isabella Aguilar (sceneggiatura)

### Trama
Saputa la verità sul tradimento di Sara, Lorenzo aggredisce Andrea poi si lascia andare alla disperazione. Nel frattempo in clinica arrivano i finanziatori del reparto di chirurgia. Al concerto presso il centro "raggio di sole" Geko bacia Anna per fare ingelosire Emiliano.
Lele cerca di convincere Lorenzo a dare una seconda possibilità a Sara.
- Altri interpreti: Demetra Avincola (Margot), Chiara Centioni (Federica), Leonardo Vanessi (Paolo Favella), Enrica Pintore (Ginevra), Leonardo Santini (Nicola Gardini)

## Bentornato, Ciccio
- Diretto da: Isabella Leoni
- Scritto da: Fabrizio Cestaro, Anna Mittone e Luca Monesi (soggetto), Francesca Primavera (soggetto e sceneggiatura)

### Trama
Ciccio ritorna dalla Spagna, per comprare una cavalla d'allevamento. A Roma, dopo essersi ricongiunto con parte della famiglia, Ciccio si reca all'allevamento per concludere l'affare, ma le cose risultano più difficili del previsto, infatti il cavallo sembra essere parecchio agitato. Annuccia riesce a quietare il cavallo, con lo stupore di tutti e il fratello decide di offrirle l'opportunità di andare a lavorare con lui in Spagna. Annuccia però, presa dalla relazione del momento e anche dal contratto offertole da Petrucci, rifiuta la proposta del fratello e decide di continuare a scrivere i testi delle canzoni di Geko. Lele, preoccupato per la figlia, si reca da Valerio con cui litiga furiosamente.
Tommy, già arrabbiato con Sara, litiga con Agnese rinfacciandole di essere un'impicciona poiché aveva scattato una foto a Margot mentre baciava un altro ragazzo. Agnese scappa via in lacrime e viene seguita dal professor Gardini, che la consola. La ragazza chiarisce con Tommy, che si scusa per il suo comportamento e i due tornano amici. Nel frattempo Oscar decide di smettere di frequentare Gardini per paura di creare imbarazzo alla figlia, ma durante la lezione di educazione fisica una pallonata di Agnese colpisce il professore costringendolo a recarsi a villa Aurora. Il dottor Nobili visita Gardini e i due, dopo un'iniziale diffidenza da parte di Oscar, si scambiano un tenero bacio.
- Altri interpreti: Fabrizio Giannini (Augusto), Michael Cadeddu (Ciccio Martini), Paolo Fantoni (Tito), Leonardo Vanessi (Paolo Favella), Chiara Centioni (Federica), Leonardo Santini (Nicola Gardini)

## Lorenzo e Sara divisi a Berlino
- Diretto da: Isabella Leoni
- Scritto da: Fabrizio Cestaro, Anna Mittone e Luca Monesi (soggetto), Francesca Primavera (soggetto e sceneggiatura)

### Trama
Bobò chiede a Lele di andare con lui a una gara di costruttori di droni. L'uomo mette il drone nella sua macchina, ma, a causa di un piccolo incidente, questo si rompe. Lele cerca di ripararlo con l'aiuto dei colleghi della clinica; infine, esasperato, chiama Paolo, che lo aiuta ad aggiustarlo. Bobó capisce di aver sbagliato nei confronti dell'amico e, finalmente, accetta la sua omosessualità. I due ragazzi si riappacificano. Tornato a casa, Bobó riceve i complimenti da Elena per aver vinto il contest. Nel frattempo Sara parte verso Berlino e durante il volo conosce un giovane che lavora nell'organizzazione di concerti di nome Matteo. Questo incontro però avrà delle conseguenze. Tommy va a cercare Margot ma lei sembra non volere passare il tempo con lui. Il ragazzo, deluso, torna in albergo e lì riceve un messaggio di Agnese. In seguito a questo fatto, inizia a mettere in discussione i suoi sentimenti per Margot, ma, quando lei lo abbandona definitivamente, Tommy capisce di non volere più avere nulla a che fare con lei, pur soffrendone. Maddalena ottiene l'annullamento dalla sacra Rota, ora può finalmente fidanzarsi con Augusto. Incontrando Rocco, però, si dispiace per le condizioni del suo ex marito. Lorenzo dice a Sara che fra di loro qualcosa si è rotto per sempre.
- Altri interpreti: Fabrizio Giannini (Augusto), Claudio Castrogiovanni (Rocco Scapece), Demetra Avincola (Margot), Leonardo Vanessi (Paolo Favella), Massimo Bagliani (Don Peppe), Sergio Di Giulio, Fabrizio Romagnoli (Matteo Bocci)

## Salviamo il bosco!
- Diretto da: Isabella Leoni
- Scritto da: Fabrizio Cestaro, Anna Mittone, Luca Monesi e Francesca Primavera (soggetto), Isabella Aguilar (sceneggiatura)

### Trama
Sara fa vedere a Libero un boschetto vicino alla villetta; là scopre che gli alberi saranno abbattuti. I Martini quasi al completo (manca Lorenzo) occupano il bosco e riescono a non farlo abbattere. Agnese vuole a tutti i costi andare a una mostra fotografica con Gardini, Tommy cerca di farle capire che non ha speranze con il professore ma lei non vuole sentire ragioni. Ma, alla mostra, Gardini rivela ad Agnese di essere gay. La ragazzina torna a casa col cuore spezzato, a consolarla ci sono suo padre e Tommy, che, tramite una telefonata, prova a farla ridere: il ragazzo sembra essersi innamorato di lei. Sara spiega a Tommy, che ha preso malissimo la separazione della ragazza dal padre, che lei ha tradito Lorenzo. Tommy, arrabbiato con lei, va a chiedere scusa al padre per aver creduto che fosse stato lui a volersi separare.
- Altri interpreti: Fabrizio Giannini (Augusto), Paolo Fantoni (Tito), Leonardo Santini (Nicola Gardini), Leonardo Vanessi (Paolo Favella)

## Rocco 2 - Il ritorno
- Diretto da: Isabella Leoni
- Scritto da: Fabrizio Cestaro, Anna Mittone, Luca Monesi e Francesca Primavera (soggetto), Isabella Aguilar (sceneggiatura)

### Trama
Maddalena non riesce a rintracciare il suo ex marito e preoccupata va a cercarlo (accompagnata da Libero) davanti alla casa dell'uomo, ma la domestica di casa Martini s'imbatte in una piccola folla e in un'ambulanza. Isabella, un'amica di Edoardo, fa la sua comparsa in clinica. Intanto Geko ed Emiliano finiscono per arrivare alle mani.
- Altri interpreti: Fabrizio Giannini (Augusto), Claudio Castrogiovanni (Rocco Scapece), Stefano Antonucci (Serafini), Paolo Fantoni (Tito), Leonardo Vanessi (Paolo Favella), Gabriella Barbuti, Benedetta Cimatti, Enrica Pintore (Ginevra)

## Beach volley
- Diretto da:
- Scritto da:

### Trama
Anna si è ammalata di influenza, Valerio va in farmacia ad acquistarle delle medicine e Anna guarisce subito. I ragazzi del Liceo Pareto hanno allenamento di pallavolo di sabato mattina e nessuno ne ha voglia.
A Sara viene in mente di fare allenamento in spiaggia, ma si fa male facendo vedere ad Agnese una battuta. Arriva Oscar che riesce a soccorrerla. Anna parte per il Tour con Geko e Valerio. Anna e Geko entrano in un Vigneto, mangiano dell'uva bianca rubata dal tralcio; Valerio li aiuta a scappare.
- Altri interpreti: Fabrizio Giannini (Augusto), Claudio Castrogiovanni (Rocco Scapece), Benedetta Cimatti, Paolo Fantoni (Tito), Leonardo Vanessi (Paolo Favella)

## Nastro rosa a Villa Aurora
- Diretto da:
- Scritto da:

### Trama
Lorenzo è sempre più innamorato di Celeste. Cenano insieme, vanno a casa di lei e si baciano, ma Sara li vede. Anna e Geko fanno un giro su una moto parcheggiata per strada e se la cavano senza denuncia, poiché il padrone è fan di Valerio.
- Altri interpreti: Fabrizio Giannini (Augusto), Claudio Castrogiovanni (Rocco Scapece), Massimo Bagliani (Don Peppe), Leonardo Santini (Nicola Gardini), Benedetta Cimatti, Enrica Pintore (Ginevra), Paolo Fantoni (Tito), Leonardo Vanessi (Paolo Favella)

## Tu non sei mio padre
- Diretto da:
- Scritto da:

### Trama
Lorenzo ha passato la notte a casa di Celeste. Sara decide di partecipare alla corsa organizzata dall'associazione “Cuore a Cuore”. Marina, l’organizzatrice, le dice che per correre deve presentare un certificato rilasciato dal suo medico curante. Lorenzo si rifiuta di firmare il certificato perché ritiene troppo rischiosa la ripresa dell’attività agonistica di Sara. La ragazza non si rassegna davanti al rifiuto del marito, gli ruba il ricettario e falsifica la sua firma. 
Elena, nel frattempo, si è messa in testa di andare a vivere con il suo ragazzo Tito poiché in casa sua sono troppi e non ha i suoi spazi, così lo illustra ai suoi nonni e questi glielo negano. Enrica prova a parlarle, la ragazza è però intenzionata ad andare dal suo ragazzo, successivamente Libero cerca di farla ragionare, ma i due finiscono per discutere e quest'ultimo, in attesa del figlio, chiude la ragazzina a chiave in camera. Lele viene costretto a uscire prima dalla clinica proprio a causa di quest'ultima, una volta tornato a casa va a parlare con la figlia, ma la ragazzina non vuole sentire ragioni. L'uomo chiede aiuto ad Anna, perché parli con Elena, ma lei è di fretta e dice che le parlerà la sera.
A causa di un momento di distrazione dei nonni e del padre, Elena fugge e va casa del suo fidanzato. Lele e Libero, una volta accortisi della fuga della ragazza, vanno alla ricerca della madre di Tito per farle capire ciò che stava succedendo poiché quest'ultima era inizialmente consenziente.
I due riportano Elena a casa e il padre le impedisce di uscire per un mese, così lei decide di fare la ricerca per la scuola e Lele le consiglia di utilizzare il computer di sua sorella. Anna, tornata a casa, nota Elena al suo computer e va su tutte le furie, caccia la sorella e s'infuria con Lele, il quale, in un primo momento rimane calmo, ma, dopo aver notato il tono irrispettoso e insolito di Anna, la rimprovera dicendole di essere suo padre e perciò di non approvare tale comportamento. Anna, furiosa, gli risponde facendogli notare che lui non è realmente suo padre, facendogli gelare il sangue nelle vene. Detto questo va da Valerio, lasciando solo Lele che, sconvolto e deluso, cade sul letto che pochi minuti prima era di sua figlia. Anna, nel varcare il cancello di casa, si volta e guardando la villetta si pente, ma, ancora arrabbiata, decide di andare comunque da Valerio. 
Tommy consola Agnese, delusa per il tramonto delle sue speranze con il prof Gardini, facendola ragionare. Zanna, l'amico writer di Tommy, gli rivela di avere una cotta per Agnese, scatenando la gelosia del ragazzo che comunque cerca di nascondere il sentimento che ormai prova per l'amica. Gardini, davanti al rifiuto di Oscar, ha chiesto il trasferimento. Agnese, dopo essersi persuasa grazie a Tommy, va dal padre e lo esorta a raggiungere Gardini per evitare che se ne vada.
- Altri interpreti: Claudio Castrogiovanni (Rocco Scapece), Benedetta Cimatti, Leonardo Santini (Nicola Gardini), Paolo Fantoni (Tito)

## Jacinta torna in ballo
- Diretto da:
- Scritto da:

### Trama
Lele raccoglie tutte le cose di Anna e le porta al loft di Valerio, dove la ragazza ha deciso di stabilirsi. Anna si commuove guardando il braccialetto di quando è nata e le foto che la ritraggono con Lele, ma non vuole ammettere che le manca la sua famiglia. 
Sara partecipa alla gara di beneficenza e la vince nonostante un calo cardiaco. Lorenzo, che ha saputo che la ragazza ha voluto correre contro il suo parere, si reca al campo sportivo. Dopo la gara visita Sara e poi va via con Celeste. Libero ed Enrica vanno al locale dove si esibisce Jacinta, la cubana con cui era scappato Rocco quando era ancora sposato con Maddalena. Libero dice a Jacinta che Rocco è diventato ricco per fare in modo di liberarsi di quest'ultimo e le dà l’indirizzo di casa Martini.
Jacinta va a Poggiofiorito e incontra Rocco dicendogli che ha intenzione di rimettersi con lui. Lui però continua a ingannare Maddalena, che infatti lascia Augusto, poiché coglie in flagrante Rocco che sta per baciare Jacinta e che però, accortosi della presenza di Maddalena, dice di amare ancora la sua ex moglie. In verità Rocco vuole solo un terreno di Maddalena che vale 600.000 euro.
Lele riesce a convincere Edoardo a non cedere alle insistenze di suo padre che vuole che il ragazzo abbandoni la carriera di medico per andare a lavorare come burocrate nella sua clinica privata. 
Lorenzo continua a frequentare Celeste, mentre Sara fa un test di gravidanza che risulta positivo.
Geko vuole portare Anna a fare un giro e si fa dare le chiavi dell’auto di Valerio. La porta al laghetto dell’Eur e poi al Pincio, dove i due bevono sambuca ininterrottamente. A tarda serata, ubriachi guidano intorno al Centro Raggio di Sole e nel frattempo Lele, cercando di chiamare Anna, che non risponde, le lascia un messaggio in segreteria che lei sentirà successivamente, in cui le dice che, per lui, resterà sempre sua figlia e che non riesce a smettere di essere suo padre. Geko investe con l’auto una ragazza davanti al Raggio di Sole: Ginevra, che è scappata dopo aver litigato con Emiliano. Nonostante le rimostranze di Anna, Geko decide di scappare senza soccorrerla.
- Guest star: Enzo Salvi
- Altri interpreti: Fabrizio Giannini (Augusto), Claudio Castrogiovanni (Rocco Scapece), Paolo Fantoni (Tito), Enrica Pintore (Ginevra), Leonardo Vanessi (Paolo Favella), Eradis Josende Oberto (Jacinta), Corrado Tedeschi (Alessandro Zanoni)

## La rivincita di Maddalena
- Diretto da:
- Scritto da:

### Trama
Anna, contrariamente a quanto avrebbe voluto Geko, dice la verità al padre biologico, ed è decisa ad andare alla Polizia a confessare quanto fatto, ma Valerio la ferma: andrà lui a controllare. Scopre che Ginevra è grave e che c'era una telecamera che li ha ripresi, però decide di mentire sia a lei sia a Geko, fa demolire la macchina e anticipa la partenza per Londra, dove registreranno l'album del cantante.
Gennaro, il padre di Maddalena, intanto è tornato in Italia, e chiede alla figlia di andare con lui e Rocco in Puglia. La donna perdona il padre e accetta, ma non sa che sia lui sia Rocco, sono intenzionati a rubare il suo terreno. Messa in guardia da Libero ed Enrica, Maddalena scopre tutta la verità. Infatti, mentre i due parlano fra loro in un bagno di una stazione di servizio, alla quale si fermano durante un viaggio in macchina, lei sente il loro discorso e decide di lasciarli a piedi, rientrando a Roma per andare da Augusto. Ma quando viene a sapere che l'uomo è partito per Cuba, decide di partire anche lei.
Lorenzo scopre che Sara è incinta, ma quando le chiede di chi sia il bambino, Marco, che era passato a Roma per delle interviste, gli tira un pugno. La ragazza è sempre più convinta di raggiungere il fratello a Torino dopo la finale del torneo di pallavolo.
- Altri interpreti: Giorgio Marchesi (Marco Levi), Claudio Castrogiovanni (Rocco Scapece), Enrica Pintore (Ginevra), Franco Paltera (Gennaro Tannino)

## Bentornata Bianca-neve
- Diretto da: Elisabetta Marchetti
- Scritto da:

### Trama
Lorenzo deve partire per una conferenza medica. Ha in faccia i lividi lasciati dal pugno di Marco, ma a tutti dice di aver sbattuto contro la porta. Sara deve presiedere la panchina per la finale di pallavolo, ma prima di uscire di casa invia un messaggio a Lorenzo che lascia l'uomo tutt'altro che indifferente. Alla partita, Sara è mentalmente assente. I ragazzi se ne accorgono, e Tommy la convince ad andare da Lorenzo a dichiarargli il suo amore per lui. Sara parte, mentre il posto in panchina viene preso da uno scatenato nonno Libero che condurrà i ragazzi alla vittoria. Pronti per festeggiare, Agnese decide di tornare a casa, delusa dal fatto che l'amico Zanna non sia venuto a vedere la partita. Tommy quindi le confida di essere stato lui a dire a Zanna di non venire perché innamorato della ragazza: la bacia teneramente e anche Agnese ricambia il bacio di Tommy. Nel frattempo Sara raggiunge la conferenza dove Lorenzo doveva trattare di cardiochirurgia, ma scopre che l'uomo lì non c'è: ha abbandonato il congresso a metà, desideroso di tornare da Sara. Mentre Lorenzo sta tornando a Roma a bordo di un trattore, Sara ritorna nuovamente indietro ma si perde in un sentiero, lo stesso che Lorenzo, abbandonato il trattore, sta percorrendo a piedi. Dopo varie peripezie, i due finalmente si incontrano: Lorenzo si scusa con la moglie per il comportamento degli ultimi mesi e Sara si getta fra le sue braccia. È pace fatta, finalmente i due si sono riuniti e cresceranno insieme il loro bambino. Anche Maddalena è decisa a riconquistare Augusto e parte alla volta di Cuba. 
Anna, Valerio e Geko partono per la tournée. Ma sull'aereo che li sta per portare a Londra in tournée, sul cellulare di Anna arriva il messaggio vocale di Lele, nel quale lui le conferma il suo amore per la ragazza. Costei ha un sincero pentimento e decide di scendere prima del decollo. 
Anna lascia Geko e Valerio, il quale ha capito che il posto della ragazza è a casa Martini. 
Ad aspettarla c'è Lele, che, conoscendo Anna, sapeva che non sarebbe partita, convinto del fatto che la figlia avrebbe fatto la scelta giusta.
Anna però non sa che ad aspettarla giù c'è Lele...
Ignara di tutto, Anna esce fuori dall'aeroporto, e con grande sorpresa trova lì suo padre Lele. Lei rimane contentissima del fatto che il padre sia andato a cercarla e i due si abbracciano e si baciano teneramente. La ragazza a questo punto dice a Lele : "Ti voglio bene, papà". È il segno di pace finalmente avvenuta. Lele, contentissimo, l'abbraccia forte. Recatisi dalla polizia a raccontare tutto l'incidente, Anna viene indirizzata presso i servizi sociali. Scena cruciale è - sull'automobile di Lele - quella della coccinella su un braccio di Anna, la quale esprime un desiderio. Emiliano, mentre Anna è al secondo mese di sconto, rinnova il suo amore per lei, e i due si rimettono insieme, mentre di Geko si sono perse ormai le tracce. Anna si riaffeziona a papà Lele, il quale ricambia felice. La stagione si conclude con un cenone di Capodanno a casa Martini a cui partecipano tutti i componenti, e a cui si aggiungono anche la coppia Augusto/Maddalena e Bianca, tornata da Parigi col figlio Carletto per ricongiungersi al suo Lele. Proprio su suggerimento di Bianca, sarà Lele a telefonare a Valerio per farlo venire a casa Martini a festeggiare con loro. Petrucci abbraccia Anna e saluta Lele con affetto, mentre lui e nonno Libero si stringono la mano, dopodiché tutti festeggiano felici il nuovo anno. E così si chiude un altro capitolo della storia della famiglia Martini, i cui membri hanno dimostrato di essere capaci di affrontare i problemi, piccoli o grandi che siano.
- Altri interpreti: Francesca Cavallin (Bianca), Giorgio Marchesi (Marco Levi), Fabrizio Giannini (Augusto), Paolo Fantoni (Tito), Leonardo Santini (Nicola Gardini), Leonardo Vanessi (Paolo Favella)